# Đường tỉnh 130
Đường tỉnh 130 hay tỉnh lộ 130, viết tắt ĐT130 hay TL130, là đường tỉnh ở huyện Điện Biên và Điện Biên Đông tỉnh Điện Biên.
Đường bắt đầu từ ngã ba Pom Lót trên quốc lộ 279 thuộc xã Sam Mứn.
Đường đi uốn lượn theo hướng đông sang huyện Điện Biên Đông. Đến rìa đông nam xã Phì Nhừ thì đi dọc theo thung lũng sông Mã, qua Mường Luân và Chiềng Sơ. 
Đến xã Bó Sinh thì ĐT130 nối tiếp sang đường tỉnh 115 ở tỉnh Sơn La. 21°18′36″B 103°26′5″Đ / 21,31°B 103,43472°Đ